# Ехинококи
Ехинококите (Echinococcus) са род паразитни тении с крайни гостоприемници бозайници.
Зрялата форма паразитира в тънките черва на различни видове хищници. Достига на дължина едва до 5 милиметра и е съставена от 3 до 6 проглотида. Обикновено последният проглотид заема половината от общата дължина на тялото и носи зрели онкосфери.
Ларвната форма се развива в различни вътрешни органи при крайни гостоприемници и предизвиква заболяването хидатидна ехинококоза.

## Видове
- Echinococcus granulosus
- Echinococcus multilocularis
- Echinococcus oligarthrus
- Echinococcus shiquicus
- Echinococcus vogeli
- с ранг на видове щамове на Echinococcus granulosus
- Echinococcus canadensis
- Echinococcus equinus
- Echinococcus felidis
- Echinococcus ortleppi